# نظرية النقل
نظرية النقل (أو معادلة النقل, معدل نظرية نقل التغيير أو المعادلة الحركية الأساسية) هي معادلة متجهية تتعلق بالمشتق الزمني للمتجه الإقليدي كما تم تقييمه في نظام إحداثيات غير دوار بمشتقه الزمني في إطار مرجعي دوار. لها تطبيقات مهمة في الميكانيكا الكلاسيكية والديناميكيات التحليلية ومجالات متنوعة من الهندسة. يمثل المتجه الإقليدي مقدارًا واتجاهًا معينًا في الفضاء يكون مستقلاً عن نظام الإحداثيات الذي يتم قياسه فيه. ومع ذلك ، عند أخذ مشتق زمني لمثل هذا المتجه ، يأخذ المرء بالفعل الفرق بين متجهين مقيسين في وقتين مختلفين t و t + dt. في نظام الإحداثيات الدورية ، يمكن أن يكون لمحاور الإحداثيات اتجاهات مختلفة في هذين المرتين ، بحيث أنه حتى المتجه الثابت يمكن أن يكون له مشتق زمني غير صفري. نتيجة لذلك ، يمكن أن يختلف المشتق الزمني للمتجه المقاس في نظام إحداثيات دوار عن المشتق الزمني لنفس المتجه في نظام مرجعي غير دوار. على سبيل المثال ، يختلف متجه السرعة للطائرة كما تم تقييمه باستخدام نظام إحداثيات ثابت على الأرض (نظام مرجعي دوار) عن سرعته كما تم تقييمه باستخدام نظام إحداثيات ثابت في الفضاء. توفر نظرية النقل طريقة لربط المشتقات الزمنية للمتجهات بين نظام إحداثيات دوار وغير دوار ، وهي مشتقة ومفسرة بمزيد من التفصيل في دوران_الاستعلام_الإطار ويمكن كتابتها على النحو التالي:{\displaystyle {\frac {\mathrm {d} }{\mathrm {d} t}}{\boldsymbol {f}}=\left[\left({\frac {\mathrm {d} }{\mathrm {d} t}}\right)_{\mathrm {r} }+{\boldsymbol {\Omega }}\times \right]{\boldsymbol {f}}\ .}هنا f هو المتجه الذي يتم تقييم مشتق الوقت منه في كل من نظام الإحداثيات غير الدورية والدوران. يحدد الحرف المنخفض r مشتقه الزمني في نظام الإحداثيات الدوار والمتجه Ω هو السرعة الزاوية لنظام الإحداثيات الدوار.
تعتبر نظرية النقل مفيدة بشكل خاص لربط السرعات ومتجهات التسارع بين أنظمة الإحداثيات الدورية وغير الدورية.
المرجع تنص على: «على الرغم من أهميتها في الميكانيكا الكلاسيكية وتطبيقها في كل مكان في الهندسة ، لا يوجد اسم مقبول عالميًا لصيغة تحويل مشتق أويلر [...] يتم استخدام العديد من المصطلحات: النظرية الحركية ، نظرية النقل ، ومعادلة النقل. هذه المصطلحات على الرغم من صحتها من الناحية الاصطلاحية ، إلا أنها أكثر انتشارًا في موضوع ميكانيكا الموائع للإشارة إلى مفاهيم فيزيائية مختلفة تمامًا». مثال على هذا المفهوم الفيزيائي المختلف هو نظرية رينولدز للنقل.